# Kos (Dodécanèse)
Pour les articles homonymes, voir Kos et Cos.
Kos ou Cos (grec ancien : Κῶς, grec moderne : Κως, en turc İstanköy, en italien Coo) est une île grecque faisant partie de l'archipel du Dodécanèse, dans la mer Égée.

## Géographie
Longue de 40 km sur 8 km de largeur, Kos est la troisième plus grande île du Dodécanèse après Rhodes et Kárpathos. Elle est située à 4 km des côtes turques et de la ville d’Halicarnasse (Bodrum).
La ville principale, centre touristique et culturel de l’île, s’appelle également Kos.

## Mythologie
Dans la mythologie grecque, lors d’une expédition antérieure à la guerre de Troie, après avoir ravagé Troie et tué son roi Laomédon, les Grecs menés par Héraclès voient leurs navires poussés vers les rivages de Kos,,,,. Héra a demandé à Hypnos d'endormir Zeus, puis, pour nuire à Héraclès, elle soulève sur la mer une tempête grâce à Borée, vent qui pousse les six navires d'Héraclès désemparés : un seul subsiste ; de tout ce que le héros a pu accumuler à leur bord, il ne parvient à sauver que ses soldats et ses armes. Lorsque Zeus se réveille, il déverse une colère particulièrement terrible et va à la recherche d'Hypnos qui est sauvé par la nuit Nyx.
Zeus furieux jette du haut du ciel Héphaïstos le fils d'Héra, son épouse qu'il suspend du haut du ciel avec deux enclumes aux pieds et des chaînes d'or aux mains, et ce aux regards des autres dieux restés prudemment figés,,,. Loin de cette scène de ménage divine, rescapé sur l'île à un endroit nommé Lacetère, Héraclès rencontre un troupeau de moutons et son berger Antagoras, à qui il demande un bélier. Le berger, homme fort et vigoureux, offre à Héraclès de le gagner à la lutte. Pendant le combat, les Méropes viennent au secours du berger. On dit que les Méropes ont considéré Héraclès comme un pirate venant piller leur terre, aussi lui jettent-il des pierres.
D'autres sources disent, à propos de ce combat, qu'Héraclès attaqua la ville de Cos pour ravir et obtenir la main de Chalciopée, la fille du roi Eurypyle, fils de Poséidon : il aura d'elle un enfant nommé Thessalos. Certaines sources, affirment qu'Héraclès est accompagné par Télamon. Quoi qu'il en soit, l'affaire tourne au désavantage d'Héraclès, forcé de céder au nombre, voire blessé par Chalcodon (« aux dents de calcaire »), et, s'il parvient à fuir, c'est grâce à son père Zeus qui l'emmène en sécurité, à Argos, ou bien chez une dame thrace de ses amies. Chez elle, Héraclès se déguise en femme pour échapper à ses ennemis.
Il revient ensuite à la charge et finit par vaincre les Méropes et dévaster leur ville, de nuit, nous précise-t-on : il tue leur roi Eurypyle (aux « bonnes portes »). Après cela, il épouse Chalciopée et vient à la cérémonie de noce vêtu d'une robe de femme. Après cet épisode, Héraclès est appelé par Athéna à Phlégra, en Chalcidique, où il lutte contre le géant Alcyonée et participe à la gigantomachie,,…
Épione, épouse du dieu de la médecine Asclépios et mère d'une importante famille de dieux guérisseurs, était née princesse de Cos. Bien qu'elle n'ait pas eu véritablement de culte propre, des preuves épigraphiques suggèrent cependant qu'elle était une figure cultuelle dans plusieurs cités, dont Kos, intégrée au culte d'Asclépios.
Enfin, Kos est citée dans l’Iliade d'Homère dans le Catalogue des vaisseaux au Chant II, comme apportant, avec Kalymnos, Nissiros, Kassos, et Kárpathos, trente vaisseaux sous le commandement de Phidippe et Antiphos à l'armée des Argiens menée par Agamemnon et Achille. L’île se retrouve sous d'autres noms : Céa chez Staphylos de Naucratis et Pline l'Ancien, d’autres sources citent Meropis et Nymphéa.

## Histoire

### Kos, site matrimonial et école hippocratique
Dans l'antiquité, Kos a subi, selon les époques, l'influence, parfois la domination des puissances voisines : empire perse, ligue de Délos, Rhodes… L'île abritait l'importante confrérie des Asclépiades et des sanctuaires dédiés à Asclépios et Déméter. Le récit mythique du combat d'Héraclès contre les Méropes avait aussi fait de l'île un site de consécration des mariages par les prêtres d'Héraclès, site où les nouveaux mariés, le jour des noces, devaient être vêtus en femmes, afin que leur virilité et la fécondité de leurs épouses fussent à leur sommet.
Hippocrate semble être natif de l'île et à l'époque hellénistique, Kos possédait une école médicale réputée, mais l'hypothèse selon laquelle cette école aurait été fondée dès l'époque classique par Hippocrate lui-même, semble infondée.

### Kos à l'époque hellénistique
À l'époque hellénistique, Kos est un important centre religieux. Il y avait deux sanctuaires principaux, l’un dédié à Asclépios et l’autre à Déméter Olympia. De plus, une stèle de marbre du IIIe siècle av. J.-C. témoigne d'une activité religieuse importante[réf. nécessaire]. Sur cette stèle était gravé les lois sacrées qui définissaient les normes rituelles ainsi que la pureté rituelle à laquelle les prêtresses du culte de Déméter Olympia étaient priées de respecter. C’était donc la cité elle-même qui décidait comment s’organisait la pratique de la religion et des cultes, pour sa déesse poliade. Les lois gravées avaient aussi pour but d’annoncer les sanctions requises au non-respect de la pureté au sein du sanctuaire. Le rôle de prêtresse était le seul que pouvait tenir une femme à Kos. En effet, en Grèce antique, les femmes ne disposaient pas de la citoyenneté, elles étaient dépendantes des hommes citoyens. Les prêtresses avaient principalement pour tâche l’entretien et le budget du sanctuaire. Mais elles pouvaient aussi avoir des fonctions autres que religieuses, comme le fait de recevoir des monarques. Leur rôle était donc très prestigieux et une vraie marque de pouvoir pour la femme. 
C’est sous le règne d’Alexandre le Grand et de la dynastie Lagide par la suite, que la cité de Kos est devenue un grand centre de la mer Egée. Le pouvoir politique s'organisait autour du monarque de la cité[réf. nécessaire], des prostatès (à Kos un prostatès était l'équivalent d'un prytane à Athènes ; c'était une haute magistrature, dont les nommés veillaient au bon fonctionnement des institutions politiques), des exégètes (ceux qui étaient chargés de conseiller et de surveiller l’application des lois sacrées ancestrales de la cité), et de l'assemblée (composée par le corps civique de l'île). Ce décret démontre que malgré l'incorporation de l'île de Kos à l'Empire lagide (IIIe siècle av. J.-C.) de Ptolémée Ier lors de la quatrième guerre des Diadoques, la cité a su garder une autonomie politique (elle continue de promulguer des décrets de manière libre), qui tend à montrer que la conquête lagide n'a pas bouleversé l'organisation de la cité. De plus, durant l’époque hellénistique, Kos était dans une période de paix. La cité était utilisé par Ptolémée Ier et les Ptolémaïques ensuite, comme avant-poste naval dans le but de surveiller la mer Egée. En effet, c’était un port fortifié qui était très bien positionné pour le commerce égéen. La cité de Kos était aussi un centre de production de soie, de rames et d’amphores, ce qui lui a permis de se développer économiquement. La cité était donc devenue une destination prisée pour les marchands et les pèlerins.  

### Byzantins et Ottomans
Pendant la période romaine, l’île est christianisée. Sous l'Empire byzantin, elle est, à partir du VIIe siècle, parfois attaquée et pillée par les Arabes (les Kossiotes se réfugient alors sur le continent anatolien proche).
Kos est possession de l’Empire ottoman de 1525 jusqu'en 1912, date à laquelle elle fut occupée par l’Italie comme les autres îles du Dodécanèse.

### Ordre de Saint-Jean de Jérusalem

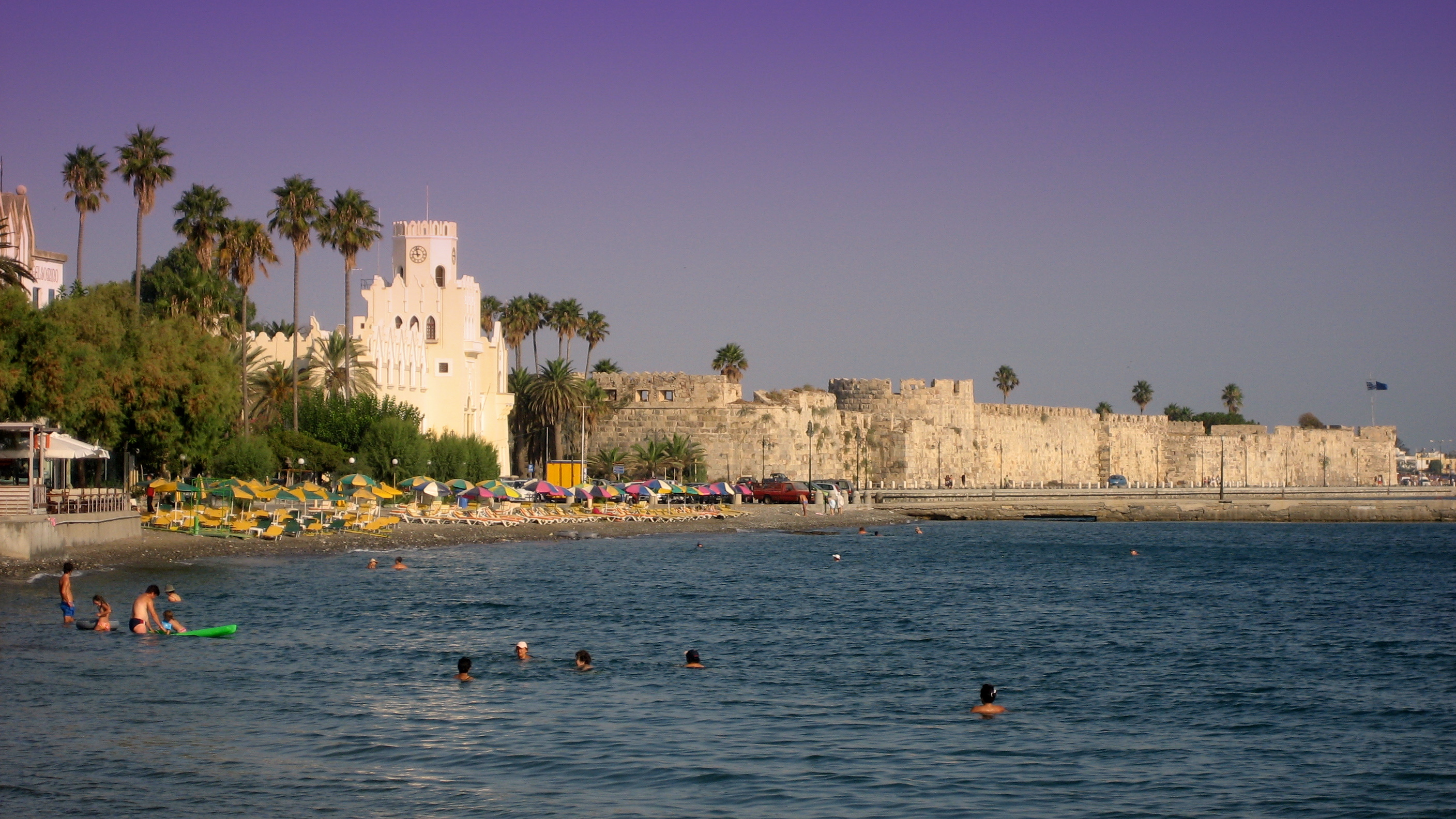
Château de Nerantziá (période des Hospitaliers).

Au Moyen Âge, l’ordre de Saint-Jean de Jérusalem s'empare de l'île et elle est définitivement acquise en 1337, mais dès 1315, érige une forteresse à l'entrée du port. Les Hospitaliers abandonnent l'île en 1523 en même temps qu'il perdent Rhodes.

### XXesiècle
Durant la Seconde Guerre mondiale, après la chute du régime mussolinien en 1943, les troupes italiennes du maréchal Badoglio accueillent en alliés un millier de Britanniques. Ces derniers ouvrent la campagne du Dodécanèse en septembre 1943, mais leurs troupes perdent en octobre 1943 la bataille de Kos puis une partie du Dodécanèse, Kos tombant alors sous le contrôle de la marine et des troupes allemandes jusqu'en 1945. Pendant l'occupation allemande, l'intégralité de la communauté juive locale est déportée à Auschwitz,. Après la capitulation allemande, Kos devient un protectorat britannique pendant deux ans, puis, comme l'ensemble du Dodécanèse, est rattachée à la Grèce en 1947.

### XXIesiècle
Le 21 juillet 2017, un tremblement de terre — d’une magnitude de 6 selon l’Observatoire d’Athènes — survient au milieu de la nuit. La secousse, ressentie jusqu'à Halicarnasse (Bodrum, en Turquie), a aussi affecté les autres îles du Dodécanèse.
Depuis la fin 2019, la quasi-totalité des demandeurs d’asile sont placés en détention dans des camps, y compris les enfants. Ils ne peuvent ni sortir, ni avoir de contacts avec le monde extérieur, suivre des cours, recevoir des ONG ou des avocats. Des cas de suicide et de morts dus à l'absence de soins médicaux ont été recensés.

## Économie

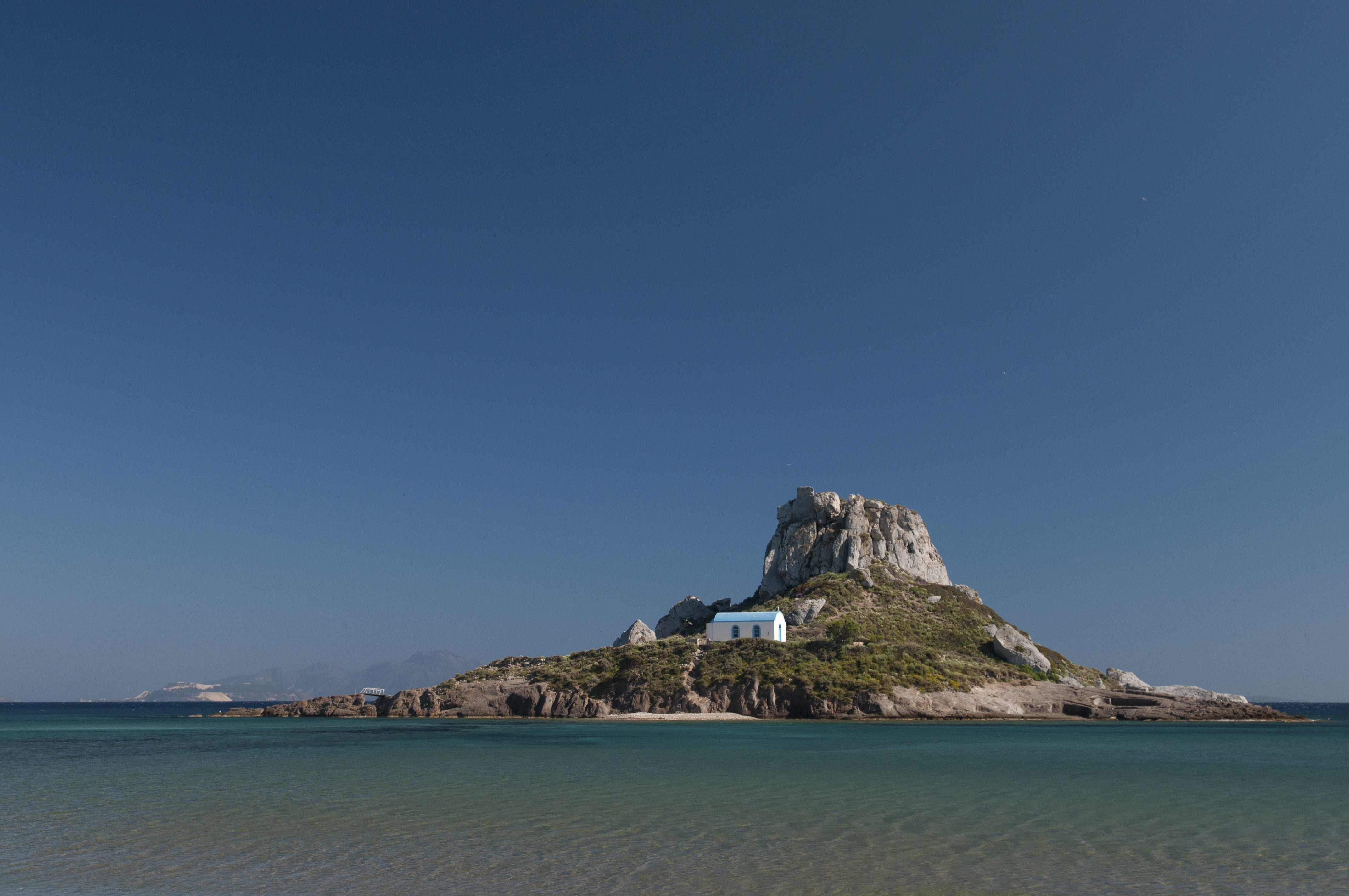
Îlot de Kastri avec la chapelle d'Agios Nikolaos.

Les principales activités de Kos sont le tourisme et l'agriculture : outre des céréales (maïs et blé), l'île produit des amandes, des figues, des olives, des tomates et de la laitue — un autre nom de la romaine est « laitue de Kos ». La vigne est également cultivée.

## Documentaires
- GISTI, « Podcast et reportage photo : Les camps d’enfermement des îles grecques de Kos et Leros », sur www.gisti.org (consulté le 3 mars 2023)